# Bessey de Létourdie
Elizabeth „Bessey“ de Létourdie (* 15. Juli 1962; † Januar 2006) ist eine ehemalige seychellische Sprinterin.

## Karriere
Létourdie nahm an den Olympischen Sommerspielen 1980 in Moskau teil. Sie trat in den Wettbewerben über 100 m sowie 200 m teil, schied jedoch in den Vorläufen aus.